# Hickmanella walpolensis
Hickmanella walpolensis är en stekelart som beskrevs av Austin 1995. Hickmanella walpolensis ingår i släktet Hickmanella och familjen Scelionidae. Inga underarter finns listade i Catalogue of Life.